# Apolania segmentata
Apolania segmentata е вид паякообразно от семейство Ctenidae. Видът е критично застрашен от изчезване.

## Разпространение
Разпространен е в Сейшели.